# اوندینا
اوندینا(نام علمی: Undina) نام یک سرده از راسته تهی‌خار است.